# Gli uccelli (Respighi)
Gli uccelli è una suite per piccola orchestra composta tra il 1927 e il 1928 da Ottorino Respighi. Questa composizione si basa sulla musica di alcuni autori di età barocca e cerca di imitare in musica i versi di alcuni uccelli.

## Movimenti
La suite è composta da cinque movimenti:
1. "Preludio" (basato sulla musica di Bernardo Pasquini)
2. "La colomba" (basato sulla musica di Jacques de Gallot)
3. "La gallina" (basato sulla musica di Jean-Philippe Rameau)
4. "L'usignuolo" (basato sulla canzone popolare Engels Nachtegaeltje, nella trascrizione di Jacob van Eyck)
5. "Il cucù" (basato sulla musica di Bernardo Pasquini)

## Utilizzo nei media
La suite è stata utilizzata per un balletto omonimo, su coreografia di Cia Fornaroli, rappresentato per la prima volta al Casinò di Sanremo il 19 febbraio 1933. In seguito, il balletto venne rappresentato al Teatro Colón di Buenos Aires il 27 febbraio 1940, su coreografia di Margarita Walmann, e al Noël Coward Theatre di Londra il 24 novembre 1942, su coreografia di Robert Helpmann e decorazioni di scena di Chiang Yee.
Tra il 1965 e il 1977 il primo movimento venne usato come tema di apertura e di chiusura del quiz televisivo della BBC Going for a Song. La musica veniva accompagnata dal suono di un automa a forma di uccello in una gabbia.

## Strumentazione
La composizione richiede l'impiego di una piccola orchestra:
- legni: 2 flauti (uno dei quali è un ottavino), 1 oboe, 2 clarinetti, 2 fagotti,
- ottoni: 2 corni, 2 trombe,
- tastiere: celesta
- 1 arpa
- archi: violini I e II, viole, violoncelli, contrabbassi